# Destierro (España)
Destierro (llamada oficialmente Santa María do Desterro da Corna) es una parroquia del municipio español de Piñor, en la provincia de Orense, Galicia.

## Toponimia
La parroquia también es conocida por los nombres de Santa María de Desterro, Santa María de Destierro y Santa María do Desterro.

## Organización territorial
La parroquia está formada por ocho entidades de población:
- A Corna
- As Fontes
- Asneiros (Os Asneiros)
- Barreiros
- Devesa (A Devesa)
- Marañís
- Paredes
- Sobrado

## Demografía
| Gráfica de evolución demográfica de Destierro entre 2000 y 2023 |
|                                                                 |
| Datos según el nomenclátor publicado por el INE.                |